# Hans Falk (sportprofil)
Hans Falk, född den 21 februari 1958, från Jakobsberg/Viksjö, Järfälla kommun, var förbundskapten och sportchef för svensk cykelsport mellan åren 1997 och 2008. Han basade för cykellandslaget under tre Olympiska sommarspel, (Sydney 2000, Aten 2004, Peking 2008) med Gustav Larsson och Emma Johanssons medaljer i Peking 2008 som största framgångar. Även Michael ”Roddarn” Anderssons VM-silver på tempoloppet i Verona 1999 var en stor framgång för svensk cykelsport. Det fortsatte med VM-brons till Madeleine Lindberg på damernas linjelopp i franska Plouay 2000. Några år senare tog Susanne Ljungskog VM-guld på damernas linjelopp 2002 (Zolder, Belgien) och 2003 i (Hamilton, Kanada). Fredrik Kessiakoff tog VM-brons i Cross Country 2006 (Rotorua Nya Zeland). Under sin period som förbundskapten gjorde han sig känd som en stark motståndare mot den utbredda dopingen inom cykelvärlden. Efter avslöjandet att Alexander Vinokourov testats positivt under Tour de France 2007 krävde Falk att alla proffslopp skulle stoppas, och hävdade att trovärdigheten för sporten var körd i botten.Svenska Cykelförbundet intensifierade sin kamp mot dopning under Falks ledning genom en speciell antidopningsgrupp och utökade dopningskontroller.
Ett flertal dispyter med VM-mästarinnan Susanne Ljungskog uppstod under Falks tid som förbundskapten. Efter VM 2000 bannlystes Ljungskog och hade enligt Falk "förbrukat allt förtroende och kommer inte att återfinnas i landslaget under min ledning". Ett år senare tog han dock tillbaka Ljungskog i laget efter försoningsmöte med de inblandade parterna och SOK. Några år senare blossade ett nytt bråk upp, något som media valde att kalla "Cykelkriget". Denna gång handlade det hela om att Ljungskogs coach Klas Johansson krävde att vara med som ledare vid OS i Aten 2004. Dåvarande damledaren Glenn Magnusson valde då att hoppade av sitt uppdrag efter meningsskiljaktigheterna med Ljungskog/Johansson. Falk tog då över som coach utan att egentligen ändra Magnussons ursprungsupplägg nämnvärt.
Numera arbetar Hans Falk som talangutvecklare på Norska Cykelförbundet, och är bosatt i Oslo.